# Tatjana Iwanowna Alexejewa
Tatjana Iwanowna Alexejewa (russisch Татьяна Ивановна Алексеева; * 7. Dezember 1928 in Kasan; † 22. Juni 2007 in Moskau) war eine sowjetische Anthropologin und Hochschullehrerin.

## Leben
Alexewa studierte an der Fakultät für Biologie der Universität Moskau (MGU) mit Abschluss 1951 am Lehrstuhl für Anthropologie. Sie arbeitete dann an der MGU bei Wiktor Walerianowitsch Bunak, der sie sehr beeinflusste. 1969 verteidigte sie ihre Doktor-Dissertation über die anthropologischen Charakteristika der ostslawischen Völker und Probleme ihrer Ursprünge. Sie lehrte am Lehrstuhl für Anthropologie der MGU. Zu ihren Schülerinnen gehörten Marina Lwowna Butowskaja, Alexandra Petrowna Buschilowa und Marija Borissowna Mednikowa.
Alexewa arbeitete viele Jahre im Anutschin-Forschungsinstitut und Museum für Anthropologie der MGU, dessen Direktorin sie schließlich wurde. Ihre Forschungsschwerpunkte waren die ethnische Anthropologie und die Humanökologie. Sie untersuchte die Ursprünge der Unterschiede zwischen den Ethnien und Bevölkerungsgruppen und stellte die Hypothese der Formierung adaptiver Typen im Hinblick auf die biologischen Reaktionen auf die jeweiligen Lebensumstände auf. Sie stellte fest, dass die Population der Glockenbecherkultur anthropologisch dem slawischen Typ entsprach. Sie untersuchte die anthropologische Ähnlichkeit der altrussischen und auch der modernen Dnepr-nahen Bevölkerung zu den Bevölkerungen in der Alpen-Zone. Sie organisierte und leitete eine Vielzahl von anthropologischen Expeditionen  in allen Gebieter der UdSSR, in der Mongolei und angrenzenden Gebieten. 1991 wurde sie zum Korrespondierenden Mitglied und 2000 zum Vollmitglied der Russischen Akademie der Wissenschaften (RAN) gewählt.
Alexejewa wurde auf dem Moskauer Pjatnizkoje-Friedhof neben ihrem Mann, dem Anthropologen Waleri Pawlowitsch Alexejew, begraben.

## Ehrungen, Preise
- Orden der Freundschaft (1999)[8]
- Miklucho-Maklai-Preis der Russischen Akademie der Wissenschaften (2002)[2]